# Land of the Free (inno nazionale)
Land of the Free (trad. "Terra della libertà") è l'inno nazionale del Belize. Il testo del brano è in lingua inglese ed è stato scritto da Samuel Alfred Haynes, mentre la musica è di Selwyn Walford Young. Il brano è stato scritto nel 1963 e adottato come inno nel 1981.

## Testo
O. Land of the Free by the Carib Sea,

Our manhood we pledge to thy liberty!

No tyrants here linger, despots must flee

This tranquil haven of democracy

The blood of our sires which hallows the sod,

Brought freedom from slavery, oppression's rod

By the might of truth, and the grace of God,

No longer shall we be hewers of wood.

(RIT.) Arise! ye sons of the Baymen's clan,

Put on your armour, clear the land!

Drive back the tyrants, let despots flee -

Land of the Free by the Carib Sea!

Nature has blessed thee with wealth untold,

O'er mountains and valleys where prairies roll;

Our fathers, the Baymen, valiant and bold

Drove back the invader; this heritage hold

From proud Rio Hondo to old Sarstoon,

Through coral isle, over blue lagoon;

Keep watch with the angels, the stars and moon;

For freedom comes tomorrow's noon.

(RIT.) Arise! ye sons of the Baymen's clan,

...

## Traduzione in lingua italiana
O! Terra della libertà nel Mar dei Caraibi  

Impegniamo le nostre forze per la tua libertà 

Nessun tiranno qui resta, i despoti devono fuggire 

da questo tranquillo paradiso di democrazia 
 
Il sangue dei nostri antenati che consacra le zolle, 
 
Portò la libertà dalla schiavitù e dal bastone dell'oppressione  

Con la forza della verità, e la grazia di Dio, 

Non saremo più taglialegna. 
(RIT.) Sorgete, oh figli del clan degli uomini della Baia, 

Indossate le vostre armature, spazzate la terra!  

Cacciate i tiranni, fuggano i despoti -  

Terra di libertà nel Mar dei Caraibi!

La Natura ti ha benedetta con un benessere indicibile, 

Altre le montagne e valli dove le praterie si estendono;  

I nostri padri, gli uomini della Baia, bravi e coraggiosi,  

Scacciarono gli invasori; questo patrimonio rimane  

Dal fiero Rio Hondo al vecchio Sarstoon, 

Attraverso l'isola di corallo, sulla laguna blu;  

Tieni d'occhio gli angeli, le stelle e la luna;  

Che la libertà giunge a mezzogiorno di domani. 

(RIT.)